# Yellow House
Yellow House to drugi album studyjny amerykańskiej formacji Grizzly Bear. Został wydany 5 września 2006 przez wytwórnię Warp Records. Tytuł płyty nawiązuje do miejsca, w którym muzycy skomponowali większość swoich utworów. Żółty dom należy do matki wokalisty, którym jest Edward Droste.  

## Lista utworów
Autorami piosenek są Christopher Bear, Edward Droste, Daniel Rossen oraz Chris Taylor z wyjątkiem poniżej zaznaczonych. 
1. "Easier" 3:43
2. "Lullabye" 5:14
3. "Knife" 5:14
4. "Central and Remote" 4:54
5. "Little Brother" (słowa Fred Nicolaus) 6:24
6. "Plans" 4:16
7. "Marla" (współautor Marla Forbes) 4:56
8. "On a Neck, On a Spit" 5:46
9. "Reprise" 3:19
10. "Colorado" 6:14

## Twórcy

### Zespół
- Christopher Bear – perkusja, wokal, ksylofon, gitara hawajska, dzwonki
- Edward Droste – wokal, instrument klawiszowy, gitara
- Daniel Rossen – wokal, gitary, banjo, pianino
- Chris Taylor – klarnet, flet, saksofon, wokal, instrument klawiszowy, gitara basowa

### Dodatkowi muzycy
- G. Lucas Crane - (odgłosy taśmy w utworze "Plans")
- Owen Pallett - (struny w utworze "Marla")
- John Marshman - (struny w utworze "Marla")

### Personel nagrywający
- Chris Taylor – producent, inżynier
- Chris Coady - miksowanie

### Okładka
- Patryce Bak - fotografie
- Ben Tousley - projekt